# Hellköpfiger Schwarzlangur
Als Hellköpfiger Schwarzlangur (Trachypithecus poliocephalus) wurde früher eine im südöstlichen China und auf der vietnamesischen Insel Cát Bà vorkommende Primatenart bezeichnet. Heute wird die Art nicht mehr als valide angesehen und wurde auf zwei Arten aufgeteilt:
- Weißkopflangur (Trachypithecus leucocephalus) in Karstregionen im südlichen China im Autonomen Gebiet Guangxi.
- Cat-Ba-Langur (Trachypithecus poliocephalus) auf der Insel Cát Bà.[1]